# Junta General de Caciques de la Fütawillimapu
La Junta General de Caciques de la Fütawillimapu (chesungún: Gran tierra del sur) es una asociación de cacicazgos mapuche-huilliches con base en la provincia de Osorno, en la Región de los Lagos de Chile. Se considera heredera de los cacicazgos que pactaron la paz con el Imperio Español luego del Parlamento de las Canoas de 1793.

## Antecedentes
Hasta finales del siglo XVIII, la zona de Osorno, llamada por los huilliches como el Chaurakawin, se encontraba despoblada de españoles luego del gran levantamiento indígena del periodo 1598-1602, que llevó a la destrucción de las siete ciudades, incluyendo la ciudad de Osorno. En este periodo tanto las gobernaciones españoles de Valdivia como de Chiloé, mantuvieron pretensiones de recuperación de la ciudad, sin mayor éxito.
En 1791 se inicia la construcción del Camino Real de Chiloé a Valdivia, y con ello una nueva expansión española a la zona, que termina con la conquista de los llanos de Osorno. En estas circunstancias las parcialidades huilliches de la zona son derrotadas militarmente y se ven obligadas a pactar en el llamado Tratado de las Canoas, donde entregan los llanos a los españoles, subordinan los cacicazgos a la autoridad española según el orden estamental colonial, y autorizan el ingreso de misioneros a tierras indígenas.
A partir de 1851 el Estado chileno inicia el proceso de colonización alemana de las provincias de Valdivia, Osorno y Llanquihue. Si bien en un comienzo hubo buenas relaciones entre alemanes e indígenas, con el tiempo la expansión agropecuaria de los colonos comenzó a generar conflictos con alguna comunidades, llegando a problemas graves de tierras.
Producto de estos episodios, en 1894 se realiza la primera misión huilliche a Santiago, donde las autoridades indígenas buscan levantar sus problemas al Presidente de la República. No obstante, no hubo respuesta a esta solicitud, o "primer memorial", y en los siguientes años se siguieron sucediendo episodios de conflicto, destacando la masacre de Forrahue, donde se produce el asesinato de 15 indígenas en octubre de 1912, en un episodio de recuperación de tierras.

## Historia
En 1931 comienza la organización de un movimiento huilliche en la zona de Osorno, motivado por la oposición a una concesión de tierras a la Sociedad Ñuble Rupanco en la zona de Puyehue y Rupanco. A ello se suma al año siguiente el desarrollo de un congreso en la zona, que finalizó con la redacción de un "memorial" al Estado, y la elaboración de una bandera propia.
En términos organizacionales, la Junta General se funda formalmente el año 1936, a través de un memorial donde se reivindican los compromisos del Tratado de las Canoas de 1791, incluyendo el derecho a no pagar impuestos por la tierra, administrar sus propios servicios de educación y justicia, así como censar a su población. A este primer memorial le siguieron manifiestos similares en 1937 y 1941. Estos memoriales tienen como objetivo ser mensajes desde las comunidades al Estado.
A partir de 1961 se produce un cambio el discurso tradicional, incorporando una defensa de la acción directa para la ejecución de sus demandas, así como una mayor disposición a trabajar con organizaciones de izquierda de obreros, empleados y campesinos no-indígenas. Al año siguiente (1962) se realizó un nuevo encuentro, con cerca de 100 delegados en representación de más de 20.000 indígenas huilliches pertenecientes a comunidades localizadas entre las provincias de Valdivia y Magallanes. En 1963 y 1968 se producen los últimos encuentros de este periodo, enfatizando entre sus demandas las reivindicaciones de tierras reconocidas por el Imperio Español antes del establecimiento del Estado chileno en la zona, el respeto a los caciques como autoridades locales, y la autonomía territorial de las comunidades para el desarrollo de sus propias instituciones. Luego de este periodo, la organización desaparece en 1973 producto del golpe de Estado.
En 1979, a través del Decreto Ley 2.568, la dictadura militar promovió una política de apertura al mercado de las tierras indígenas, lo que produjo una importante reacción de parte de comunidades indígenas del país. Frente a ello, en 1983 se produce la reorganización de la Junta General, incorporando a los principales cacicazgos huilliches de las provincias de Valdivia, Osorno, Llanquihue y Chiloé, destacando la incorporación de las comunidades adscritas al Consejo General de Caciques de Chiloé, bajo la autoridad de José Santos Lincomán. Este manifiesto siguió en la senda histórica de reivindicar el Tratado de la Canoas de 1791, la autoridad de los caciques, el reconocimiento de los títulos de comisario y el establecimiento de un sistema educativo propio. Para 1984 las comunidades activas eran las siguientes:
|                       | Comunidades                      | Apo Ülmen                                                     |
| --------------------- | -------------------------------- | ------------------------------------------------------------- |
| Provincia de Valdivia | Isla Huapi Tringlio Sur Pitriuco | Juan Ñancumil Gumercindo Calfulef Leonardo Cuante             |
| Provincia de Osorno   | Quilacahuin Cuinco Riachuelo     | Antonio Alcafuz Reinaldo Huisca Adelfio Lefin                 |
| Provincia de Chiloé   | Compu Chadmo Huaipulli Incopulli | Carlos Lincomán Baudlio Neúm Adalio Millán Estanislao Chiguay |

A partir de 1985 se incorpora un rechazo al modelo económico neoliberal, así como una reivindicación al rol político y cultural de la mujer. Asimismo, se defiende el carácter mapuche de las comunidades huilliches, como parte de un mismo pueblo.
En 1987 se integran en la Coordinadora Unitaria Mapuche (Futa Trawun Kiñewan Pu Mapuche) convocada por la organización Pehuén Mapu, y posteriormente se suman a las organizaciones que firman el Acuerdo de Nueva Imperial con el candidato presidencial Patricio Aylwin en 1989.

## Simbología
La Junta General adoptó como símbolo propio una bandera divida en dos bandas horizontales, y que recibe el nombre de Müpütuwe Ünen Triwe. La mitad superior es azul, e incluye una representación de la luna y el sol. La mitad inferior es café, y entre medio de ambas franjas se incluye árbol de laurel (triwe) acompañado de una llama de fuego en la raíz.

## Organización
La Junta General es una organización tradicional que se articula a partir de la organización de los apo ülmen (caciques) de las distintas comunidades, liderados a su vez por un ünen apo ülmen o cacique mayor de un conjunto de comunidades. En el artículo 61 de la ley indígena 19.253 de 1993, se reconoció el sistema de cacicado como elemento tradicional del pueblo huilliche de la Región de Los Lagos,
En tiempos modernos han surgido distintos liderazgos al margen de los cacicazgos tradicionales, destacando la actual diputada Emilia Nuyado.